# Knack (Kartenspiel)

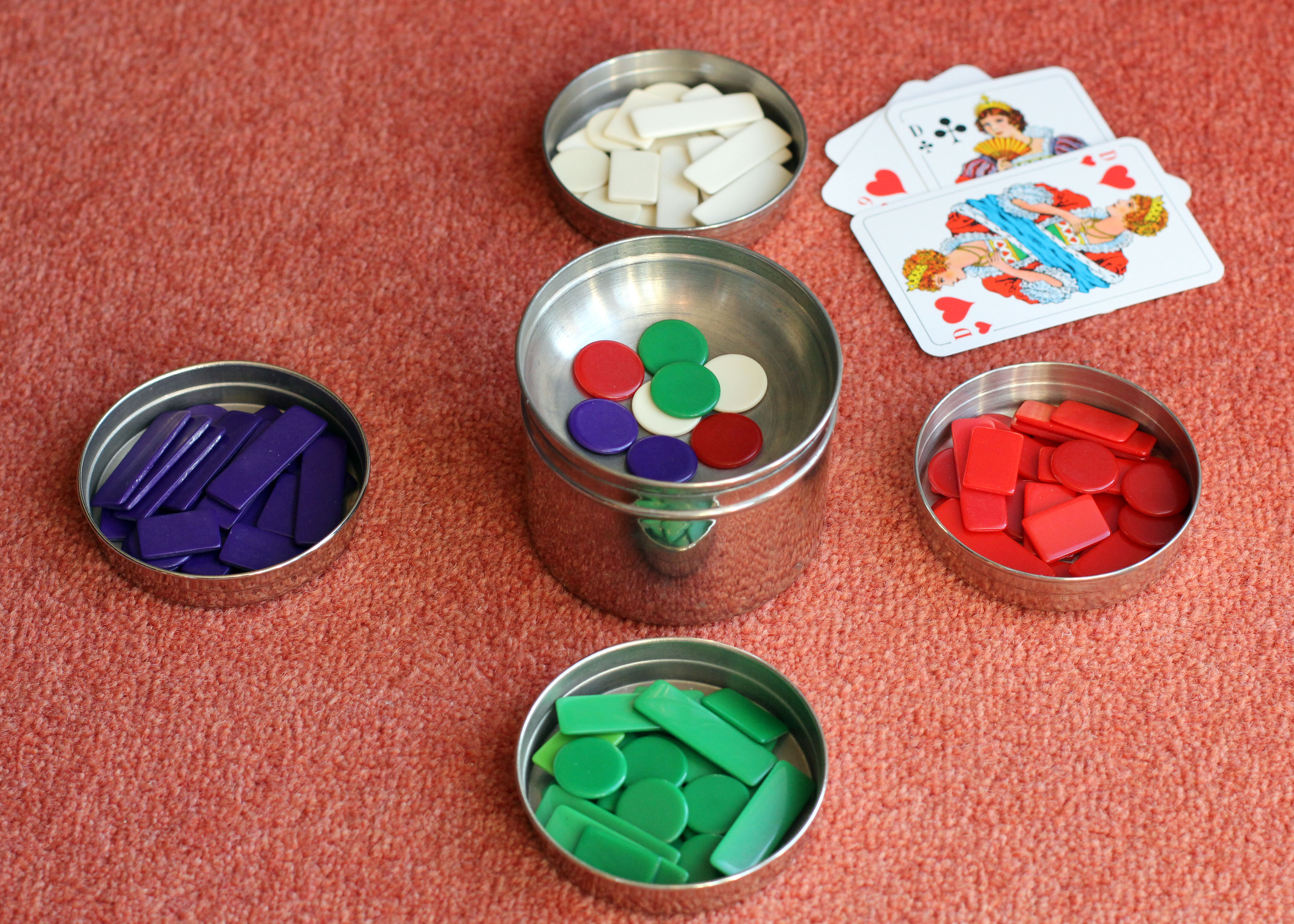
Eine „Virapulla“ – eine traditionelle schwedische Dose zur Aufbewahrung von Spielmarken. Der Topf für die Spieleinsätze befindet sich im Wendedeckel.

Knack ist ein schwedisches Kartenspiel, hauptsächlich um Geld, bei dem es darum geht, mindestens einen der drei Stiche zu gewinnen. Es ist auch als Trekort oder Trikort bekannt, obwohl sich dies meist auf ein einfacheres Spiel dänischen Ursprungs bezieht, das wahrscheinlich sein Vorgänger ist.
Der Kartengeber beginnt, indem er einen vereinbarten Einsatz in den Pot wirft. Die Spieler erhalten jeweils drei Karten vom Geber, dann wird eine Karte aufgedeckt, die die Trumpffarbe angibt. Die restlichen Karten bilden einen Talon. Jeder Spieler, wenn er will und an der Reihe ist, kann bis zu zwei Karten gegen Karten aus dem Talon eintauschen. Anschließend entscheiden die Spieler reihum, ob sie um den Pot spielen möchten; wenn ja, wird dies durch Klopfen auf den Tisch und ggf. „Klopf“ angekündigt. Alternativ kann, ohne Kartentausch, gepasst werden.
Die Spieler müssen immer Farbe bedienen, wenn sie können. Im ersten Stich muss das Trumpf-Ass ausgespielt werden, wenn möglich; andernfalls kann eine beliebige Karte ausgespielt werden. Im zweiten Stich muss, wenn möglich, ein Trumpf ausgespielt werden. Andernfalls wird eine Nebenfarbe verdeckt ausgespielt und gilt als niedrigster Trumpf; sie gewinnt, wenn kein anderer Spieler sie stechen kann. Der letzte Stich wird wie gewohnt gespielt, also man kann eine beliebige Karte ausspielen; dann aber muss die anderen Farbe bedienen. Der höchste Trumpf gewinnt oder, falls keiner gespielt wird, die höchste Karte der ausgespielten Farbe.
Jeder gewonnene Stich wird mit einem Drittel des Pots belohnt. Ein Spieler, der um den Pot gespielt, aber keinen Stich gemacht hat, muss den vollen Einsatz in den Pot einzahlen.
Knack ist in Schweden mindestens seit dem frühen 19. Jahrhundert bekannt. Die Namen „Trekort“ und „Trikort“ werden auch für mehrere andere ähnliche Kartenspiele verwendet.